# Königliches Konservatorium Brüssel

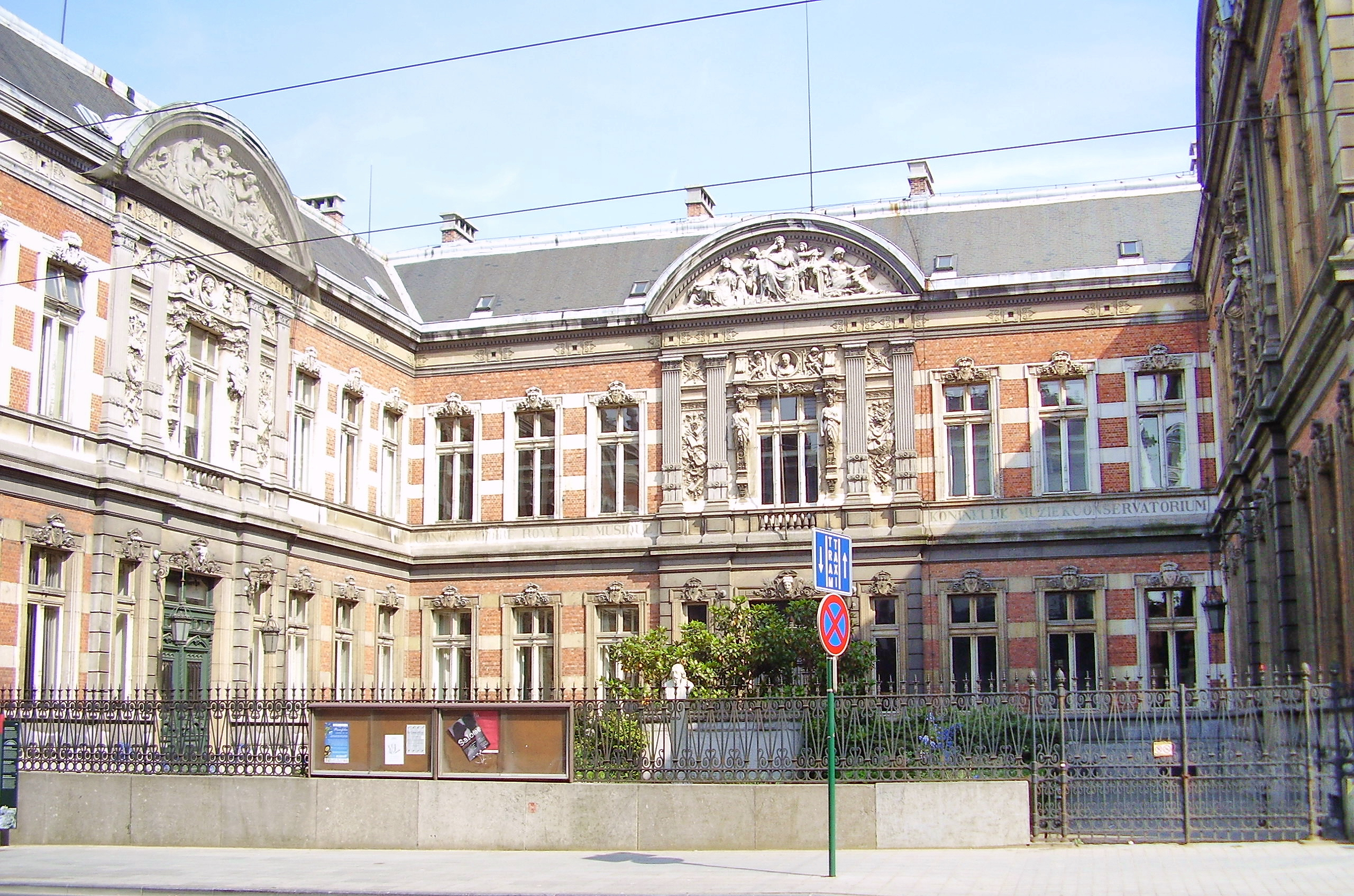
Königliches Konservatorium Brüssel

Das Königliche Konservatorium Brüssel (französisch Conservatoire royal de Bruxelles, niederländisch Koninklijk Conservatorium Brussel) ist die bedeutendste Hochschule für Musik und Schauspiel in Belgien. Sie besteht seit dem Jahre 1813 und erhielt 1832 ihren heutigen offiziellen Titel.

## Geschichte
Das Königliche Konservatorium Brüssel wurde als École royale de Musique durch einen Erlass von König Wilhelm I. gegründet. Nach der belgischen Revolution organisierte François-Joseph Fétis, der 1832 durch König Leopold I. beauftragt worden war, eine Musikhochschule nach dem Vorbild des Pariser Konservatoriums.
Das Konservatorium in Brüssel war ursprünglich im Palast der Familie Thurn und Taxis untergebracht. Das heutige Gebäude im Neorenaissance-Stil, bestehend aus drei Flügeln, die um einen Ehrenhof angeordnet sind, ist ein Werk des Architekten Jean-Pierre Cluysenaar und wurde zwischen 1872 und 1876 erbaut.
1877 wurde beschlossen, dem Konservatorium ein Musikinstrumentenmuseum anzugliedern, woraus sich das heutige Musikinstrumentenmuseum Brüssel (MIM) entwickelte.
Im Jahre 1967 wurde die Trennung zwischen dem französischsprachigen „Conservatoire Royal de Bruxelles“ und dem niederländischsprachigen „Koninklijk Conservatorium Brussel“ vollzogen, dessen erster Direktor der Belgier Kamiel D’Hooghe wurde. Die beiden Institutionen arbeiten autonom, die Verwaltungen befinden sich jedoch im selben Gebäude. Der niederländischsprachige Teil ist seit 1995 der Erasmushochschule Brüssel („Erasmushogeschool Brussel“) angeschlossen und unterrichtet auch auf Englisch.
Die beiden Abteilungen verwalten gemeinsam eine reiche Musikbibliothek. Diese Bibliothek enthält ca. 250.000 Noten und Bücher über Musik, Musikwissenschaft und Musikpädagogik und eine kleine Sammlung von Aufnahmen (meist Vinyl). Die Ursprünge der Bibliothek geht auf die Sammlung des ersten Direktors Fétis zurück, und auf bedeutende Ankäufe des späteren Bibliotheksleiters Alfred Wotquenne. Die Bibliothek ist für die Öffentlichkeit zugänglich.

## Direktoren
der französischsprachigen Institution
- 1833–1871: François-Joseph Fétis
- 1871–1908: François-Auguste Gevaert
- 1908–1912: Edgar Tinel
- 1912–1925: Léon Du Bois
- 1925–1939: Joseph Jongen
- 1939–1949: Léon Jongen
- 1949–1966: Marcel Poot
- 1966–1973: Camille Schmit
- 1974–1987: Eric Feldbusch
- 1987–2002: Jean Baily
- seit 2003: Frédéric de Roos

der niederländischsprachigen Institution
- 1967–1994: Kamiel D’Hooghe[2]
- 1994–2004: Arie Van Lysebeth
- seit 2014: Jan D'haene

## Lehrkräfte und ehemalige Absolventen
- Charles-Auguste de Bériot
- Tania Balachova
- Hector Berlioz
- Alain Crépin
- François-Joseph Fétis
- Bernard Foccroulle
- François-Auguste Gevaert
- Ferdinand Hiller
- Joseph Jongen
- Sigiswald Kuijken
- Eduard Lassen
- Jacques-Nicolas Lemmens
- Marie Pleyel
- André Rieu
- Tatiana Samouil
- Sarah Spitzer
- Carl Verbraeken
- Henri Vieuxtemps
- José van Dam
- Henryk Wieniawski
- Xiao Shuxian
- Eugène Ysaÿe
- Nicolas Lambert Wéry